# Eufilaria
Eufilaria ist eine Gattung der Filarien mit 17 Arten. Die Parasiten befallen Vögel.

## Merkmale
Eufilaria hat die Merkmale der Lemdaninae. Der Ösophagus ist gewöhnlich schlank, hat nur wenig Muskulatur und ist nur undeutlich vom Darm abgesetzt. Die Vulva liegt im vorderen Körperbereich, entweder vor oder hinter dem Ösophagus. Die Zahl der Kaudalpapillen ist variabel. Manchmal sind die Kaudalpapillen nicht sichtbar, wenn vorhanden, liegen sie auf einer seitlichen Anschwellung nahe des Anus.

## Systematik
Zur Gattung gehören folgende Arten:
- Eufilaria alii (Deshmukh, 1968)
- Eufilaria asiatica Singh, 1949
- Eufilaria bartlettae Bain, 1980
- Eufilaria buckleyi Rasheed, 1960
- Eufilaria capsulata Annett, Dutton & Elliot, 1901
- Eufilaria coua Anderson & Prestwood, 1969
- Eufilaria delicata Supperer, 1958
- Eufilaria hibleri Granath, 1981
- Eufilaria kalifai Millet & Bain, 1984
- Eufilaria lari Yamaguti, 1935
- Eufilaria longicaudata Hibler, 1964
- Eufilaria mcintoshi Anderson & Bennett, 1960
- Eufilaria sergenti Seurat, 1921
- Eufilaria singhi Su tana, 1961
- Eufilaria sturninus Bartlett, 1982
- Eufilaria turnicis Devamma, 1980
- Eufilaria utae Anderson & Bain, 1976

Synonyme der Gattung sind Eufilariella Sonin, 1965 und Neofilaria Deshmukh, 1968.